# Cladoxerus gracilis
Cladoxerus gracilis är en insektsart som beskrevs av Le Peletier de Saint Fargeau och Jean Guillaume Audinet Serville 1827. Cladoxerus gracilis ingår i släktet Cladoxerus och familjen Phasmatidae. Inga underarter finns listade i Catalogue of Life.